# Aldo Serena
Aldo Serena, född 25 juni 1960 i Montebelluna, Italien, är en italiensk före detta fotbollsspelare. Serena representerade Italien i VM 1986 och VM 1990.